# Datsun GO+

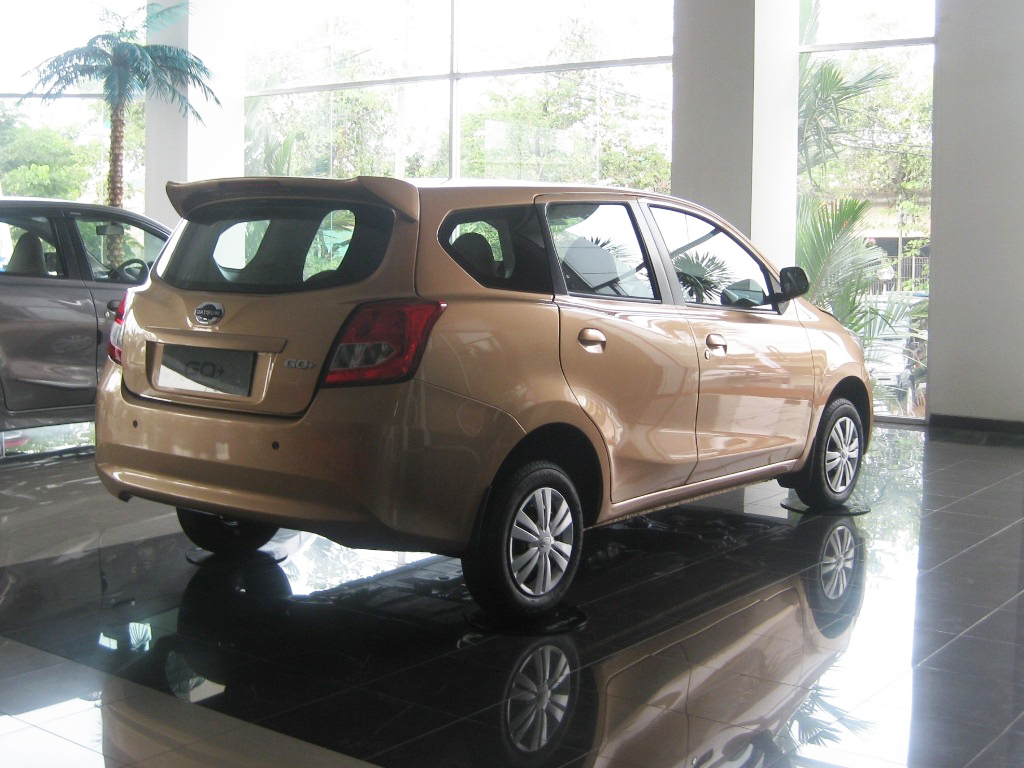
Heckansicht

Der Datsun GO+ wurde am 17. September 2013 in Jakarta erstmals der Weltöffentlichkeit präsentiert. Der Minivan basiert auf dem Datsun GO und wurde speziell für Indonesien von Datsun entwickelt. Neben dem GO wurde der GO+ im indonesischen Nissan-Werk Purwakarta 80 km östlich von Jakarta gebaut und ab 2014 in Indonesien angeboten.

## Modellgeschichte und Technik
Der GO+ ist bei gleichem Radstand etwas länger als der GO, Höhe und Breite sind unverändert. Auch die Technik wurde vom GO übernommen und der GO+ wird daher ebenfalls mit dem aus dem Nissan Micra bekannten 1,2-Liter-Benzinmotor angetrieben. Ein 5-Gang-Schaltgetriebe überträgt die Kraft an die Vorderräder. Neben den standardmäßigen 5 Sitzplätzen bietet der GO+ eine zusätzliche umklappbare Sitzreihe im Kofferraum, wodurch insgesamt maximal 7 Personen befördert werden können. Eine Docking-Station soll die Anbindung mit einem Smartphone ermöglichen, ansonsten verfügt der GO+ nur über die allernotwendigste Ausstattung.

## Technische Daten
|                                             | 1.2                   |                      |
| Bauzeitraum                                 | 2014–2021             | 2019–2021            |
| Motorkenndaten                              |                       |                      |
| Motortyp                                    | R3-Ottomotor          | R3-Ottomotor         |
| Hubraum                                     | 1198 cm³              | 1198 cm³             |
| max. Leistung bei min−1                     | 50 kW (68 PS) / 5000  | 57 kW (77 PS) / 6000 |
| max. Drehmoment bei min−1                   | 104 Nm / 4000         | 104 Nm / 4400        |
| Kraftübertragung                            |                       |                      |
| Antrieb                                     | Vorderradantrieb      | Vorderradantrieb     |
| Getriebe, serienmäßig                       | 5-Gang-Schaltgetriebe | Stufenloses Getriebe |
| Messwerte                                   |                       |                      |
| Höchstgeschwindigkeit                       | 161 km/h              | k. A.                |
| Beschleunigung, 0–100 km/h                  | 13,3 s                | k. A.                |
| Kraftstoffverbrauch auf 100 km (kombiniert) | 5,2 l Super           | 5,0 l Super          |
| CO2-Emissionen (kombiniert)                 | 123 g/km              | k. A.                |
| Tankinhalt                                  | 35 l                  | 35 l                 |

## Transporter-Version „Datsun Panel Van“
In Südafrika bot Datsun unter der Bezeichnung „Panel Van“ eine Variante des Go+ an. Diese verzichtet zugunsten eines großen Ladeabteils auf die zweite und dritte Sitzreihe. So kommt ein Ladevolumen von 3400 Litern zustande.